# Zadzim (gmina)
Pour les articles homonymes, voir Zadzim.
Zadzim est une gmina (commune) rurale (gmina wiejska) du powiat de Poddębice, dans la Voïvodie de Łódź, dans le centre de la Pologne.
Son siège administratif (chef-lieu) est le village de Zadzim, qui se situe environ 16 kilomètres (km) au sud-ouest de Poddębice (siège du powiat) et à 43 kilomètres à l'ouest de la capitale régionale Łódź (capitale de la voïvodie).
La gmina couvre une superficie de 144,36 km2 pour une population de 5 341 habitants en 2006.

## Géographie
La gmina inclut les villages de:
- Adamka
- Alfonsów
- Annów
- Anusin
- Babiniec
- Bąki
- Bogucice
- Bratków Dolny
- Bratków Górny
- Budy Jeżewskie
- Charchów Księży
- Charchów Pański
- Chodaki
- Dąbrówka
- Dąbrówka D
- Dzierzązna Szlachecka
- Głogowiec
- Górki Zadzimskie
- Grabina
- Grabinka
- Hilarów
- Iwonie
- Jeżew
- Jeżew PGR
- Józefów
- Kazimierzew
- Kłoniszew
- Kolonia Chodaki
- Kolonia Grabinka
- Kolonia Piła
- Kolonia Rudunki
- Kolonia Rzeczyca
- Kraszyn
- Leszkomin
- Maksymilianów
- Małyń
- Marcinów
- Nowy Świat
- Otok
- Otok PKP
- Pałki
- Pietrachy
- Piła
- Piotrów
- Ralewice
- Ruda Jeżewska
- Rudunki
- Rzechta Drużbińska
- Rzeczyca
- Sikory
- Skęczno
- Szczawno Rzeczyckie
- Urszulin
- Walentynów
- Wierzchy
- Wiorzyska
- Wola Dąbska
- Wola Flaszczyna
- Wola Sipińska
- Wola Zaleska
- Wyrębów
- Zaborów
- Zadzim
- Zalesie
- Zalesie PGR
- Zawady
- Żerniki
- Zygry

### Gminy voisines
La gmina de Zadzim est voisine des gminy suivantes :
- Lutomiersk
- Pęczniew
- Poddębice
- Szadek
- Warta
- Wodzierady.

## Administration
De 1975 à 1998, la gmina était attachée administrativement à l'ancienne voïvodie de Sieradz.

Depuis 1999, elle fait partie de la nouvelle voïvodie de Łódź.

## Structure du terrain
D'après les données de 2007, la superficie de la commune de Zadzim est de 144,36 kilomètres carrés, répartis comme telle :
- terres agricoles : 80 %
- forêts : 14 %

La commune représente 16,39% de la superficie du powiat.

## Démographie
Données du 30 juin 2004 :
| Description        | Total  | Total | Femmes | Femmes | Hommes | Hommes |
| ------------------ | ------ | ----- | ------ | ------ | ------ | ------ |
| Unité              | Nombre | %     | Nombre | %      | Nombre | %      |
| Population         | 5 416  | 100   | 2 665  | 49,2   | 2 751  | 50,8   |
| Densité (hab./km²) | 37,5   | 37,5  | 18,5   | 18,5   | 19,1   | 19,1   |